# 巴特尚道
巴特尚道（德語：Bad Schandau，發音：[baːt ˈʃandaʊ] ⓘ，發音：[ˈʒandɔf]）是德国萨克森州萨克森施韦茨-东厄尔士山县的城市，面积46.76平方千米，2023年12月31日人口为3,409人。